# Sansevieria fischeri
Espèce
Classification APG III (2009)
Sansevieria fischeri, également appelée Dracaena fischeri, est une espèce de plantes de la famille des Liliaceae et du genre Sansevieria. Il s'agit d'une espèce de sansevière à longue feuille cylindrique robuste typique, pouvant atteindre une longueur de trois mètres, qui poussent dans les fourrés ouverts de l'Afrique de l'Est.

## Description

### Appareil végétatif

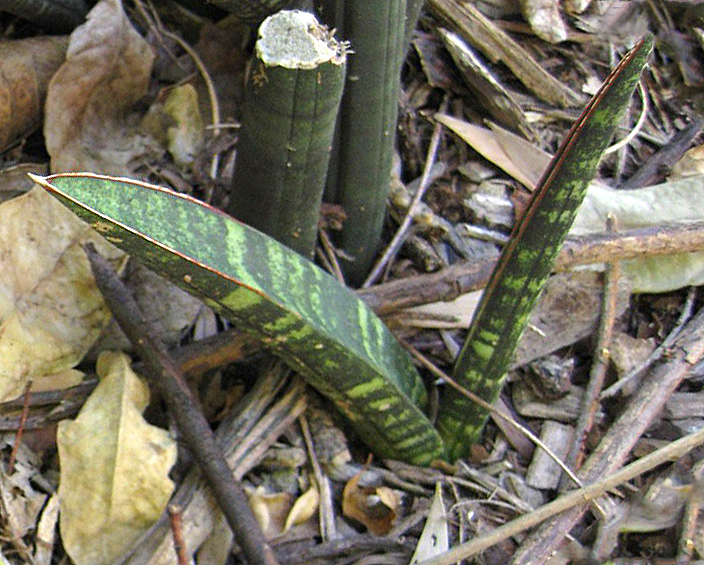
Jeunes pousses des jardins botaniques de Sydney présentant les striures.

Plante succulente, Sansevieria fischeri est une espèce de sansevières à très longues (50 à 300 cm) feuilles cylindriques (2 à 4 cm de diamètre), cannelées et légèrement rugueuses, de couleur uniformément bleu-vert à vert de gris, se terminant en apex arrondi par une dure pointe sèche grisatre. Elles présentent sur leur face externe de quatre à six lignes marquées qui avec l'âge de la feuille se transforment en sillons. Acaulescentes, elles poussent directement depuis leur rhyzome souterrain (5 à 9 cm de long et 2 à 3 cm de diamètre) en feuilles solitaires (sans feuille résiduelle ou nouvelle feuille à leur base) – ce qui est caractéristique de l'espèce –, érigées et rigides.

Les jeunes feuilles sont concaves, avec un sillon central marqué, d'un vert plus sombre et présentent des stries vert-clair qui disparaissent avec la croissance tout comme leurs bords rouge-brun,.

### Appareil reproducteur

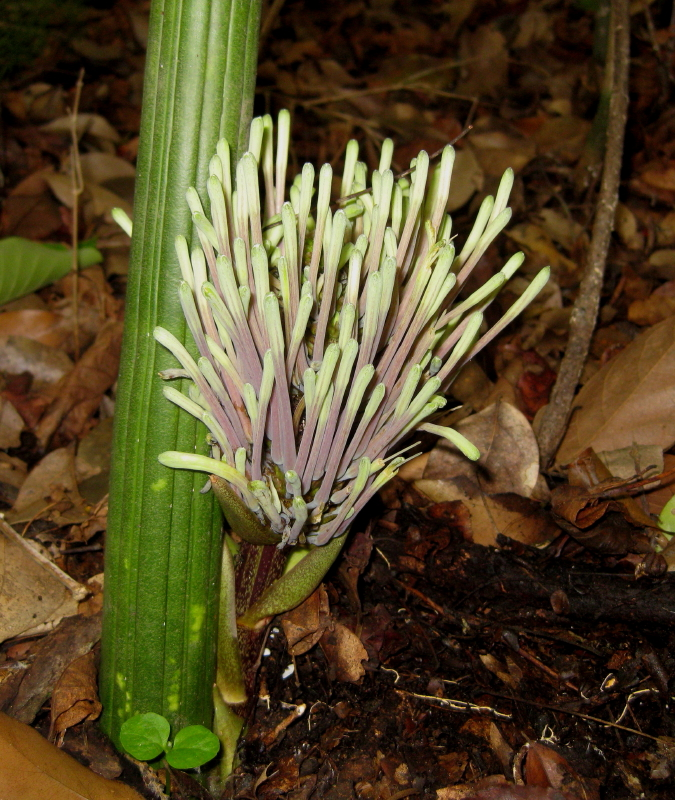
Inflorescence de Sansevieria fischeri.

Les inflorescences sont latérales et émergent à la base de la feuille, mesurant seulement de 8 à 10 cm de longueur (le pédoncule restant en terre) et s'ouvrant en larges corolles de 12 à 19 cm de diamètre. Les fleurs sont solitaires, de couleur blanche parfois teintées de violet, avec un périanthe de 2,8 à 3,5 cm (0,2 à 0,3 cm de diamètre) et des filets de 1,2 à 1,6 cm de longueur. Les fruits sont globuleux et mesurent 1,3 à 1,5 cm de diamètre tandis que les graines font 0,7 à 1 cm.

## Taxonomie

### Découverte et identification
L'espèce Sansevieria fischeri a été découverte par le botaniste britannique John Gilbert Baker en 1898 (alors comme Boophone fischeri) puis identifiée comme espèce à part entière par Wessel Marais en 1986.
Son épithète spécifique, fischeri, rendrait hommage au botaniste allemand Friedrich Ernst Ludwig von Fischer (1782-1854).
Sansevieria fischeri peut être confondue avec Sansevieria stuckyi – qui présente de fortes similarités morphologiques – mais diffère par sa pousse en feuilles multiples depuis le rhizome et l'émergence entre les feuilles des infloresences qui sont par ailleurs moins volumineuses sur un plus court pédoncule.

### Synonymes et cultivars
L'espèce porte différents noms synonymes :
- Boophone fischeri (Baker ex Dryer, 1898)
- Sansevieria singularis (N.E. Brown, 1911)
- Dracaena fischeri (Baker, 1898 ; Byng & Christenh., 2018)
- Dracaena singularis (N.E. Brown, 1911 ; Byng & Christenh., 2018)

## Distribution et habitat
L'espèce est originaire d'Afrique de l'Est présente en Somalie, au Kenya, au nord de la Tanzanie et au sud de l'Éthiopie. Elle pousse en groupes parfois compacts dans les savanes sèches, dans les sols sableux en marge des fourrés à proximité des cours d'eau, à des altitudes comprises entre 60 et 550 m.

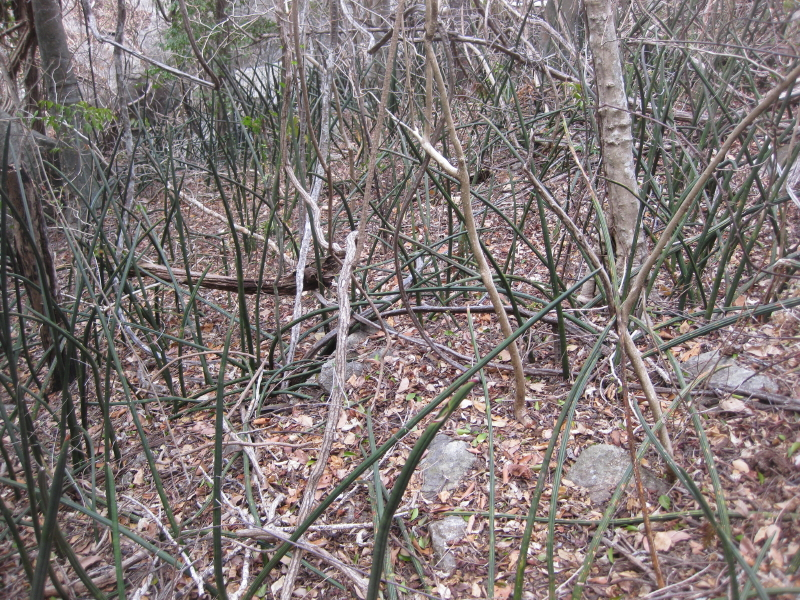
Sansevieria fischeri dans son habit naturel de fourrés.
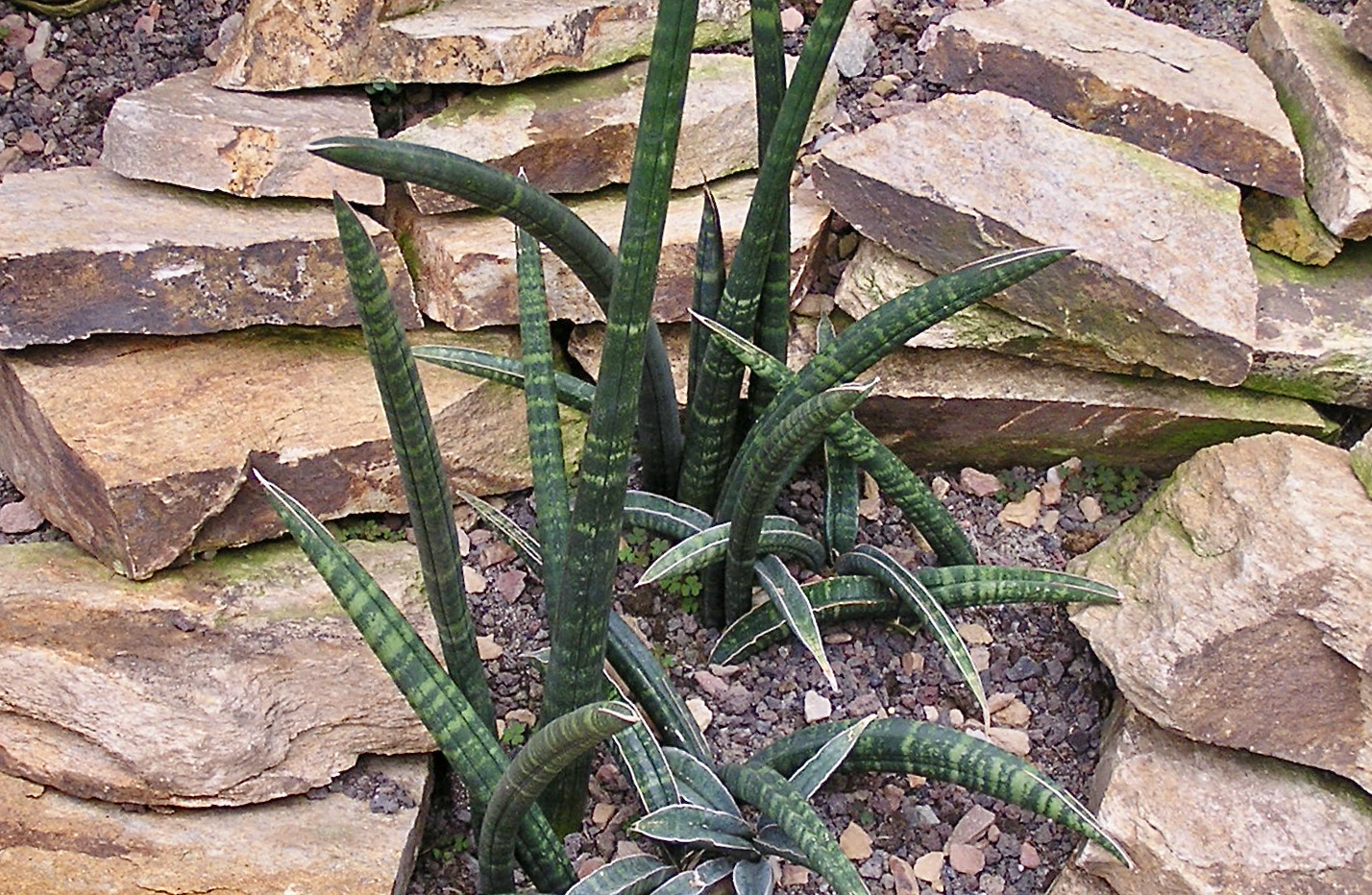
Jeune spécimen au jardin botanique d'Amsterdam.
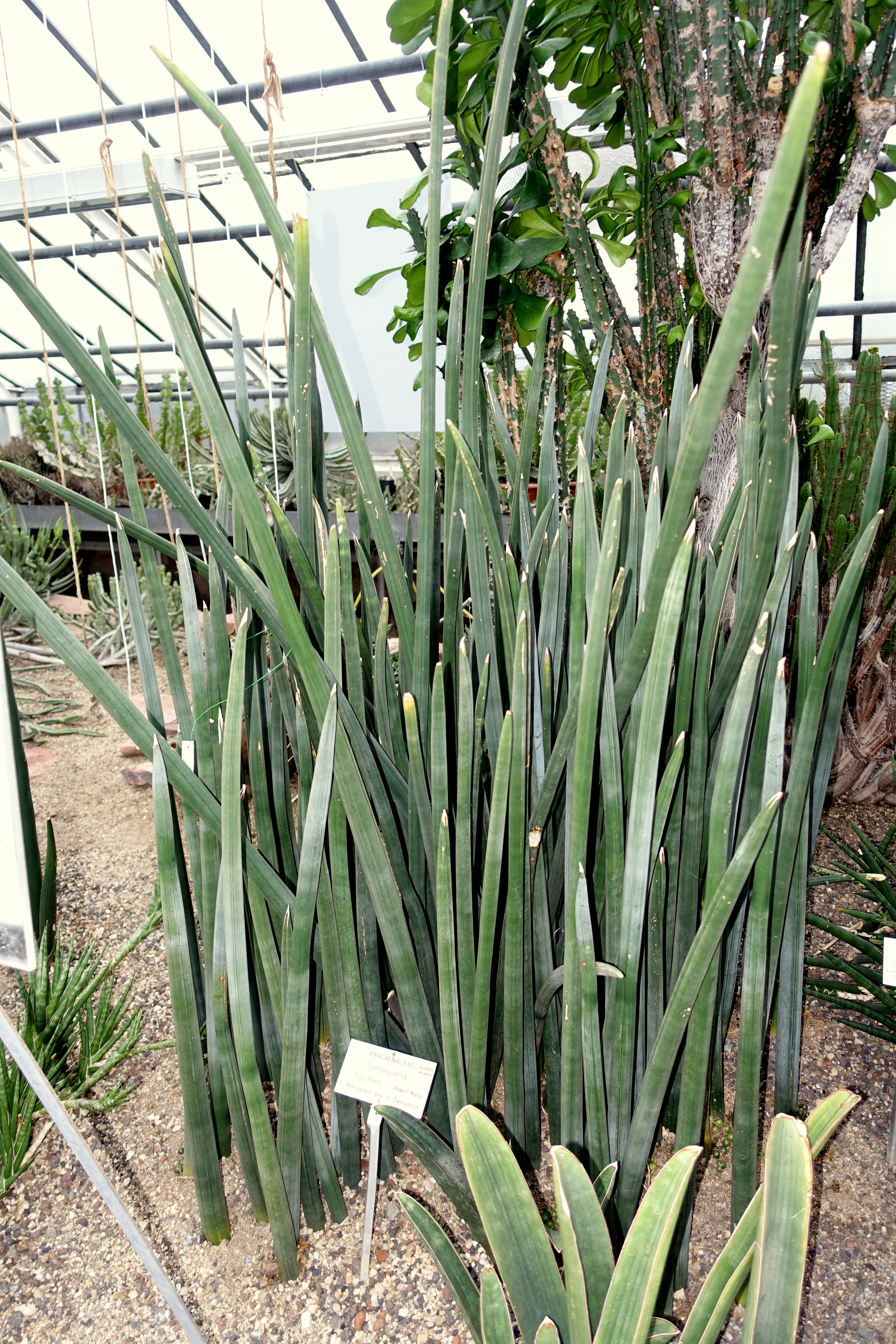
Spécimen âgé au jardin botanique de Heidelberg.